# College Football Championship Game 2022
Match précédent Match suivant
Le College Playoff Championship Game 2022 est un match de football américain de niveau universitaire d'après saison régulière organisé par la NCAA et joué le 10 janvier 2022 au Lucas Oil Stadium à Indianapolis dans l'état de Indiana aux États-Unis.
Ce match constitue la finale nationale du Championnat NCAA de football américain 2021 de la Division 1 FBS et est donc l'apothéose de la saison 2021 de football américain universitaire.
Il oppose les vainqueurs des ½ finales du College Football Playoff, lesquels sont issus de la Southeastern Conference soit 
- l'équipe désignée no #1 du pays, le Crimson Tide de l'Alabama, vainqueur du Cotton Bowl Classic 2021 ;
- l'équipe désignée no 3 du pays, les Bulldogs de la Géorgie, vainqueur de l'Orange Bowl 2021.

Il s'agit de la 8e édition du College Football Championship Game retransmise en radio et télévision par ESPN/ESPN Radio/ESPN Deportes dès 20 heures locales (le 11 janvier dès 2 heures en France).
Alabama est le champion sortant.
Georgia remporte le match 33 à 18. Il s'agit de leur 3e titre national de leur histoire.

## Le stade
En août 2018, le Lucas Oil Stadium, situé à Indianapolis dans l'Indiana, est désigné pour accueillir la 8e édition de la finale du College Football Playoff (CFP).
Le Lucas Oil Stadium, d'une superficie de 170 000 m2, a une capacité de 67 000 places pouvant être portée à 70 000 pour les gros évènements de football américain. Son toit rétractable, composé de deux panneaux pesants chacun 1 100 tonnes, peut s'ouvrir et se refermer en 9 à 11 minutes,.
Le stade possède 139 suites, deux salons de club, deux halls d'exposition et 12 salles de réunion. Il est également équipé de panneaux lumineux étalés sur 360 degrés et placés le long de deux étages du stade ainsi que de deux écrans géants, chacun mesurant 30 mètres de large sur 16 mètres de haut disposés dans les coins nord-ouest et sud-est du terrain. Une passerelle souterraine relie directement le stade à l'Indiana Convention Center.

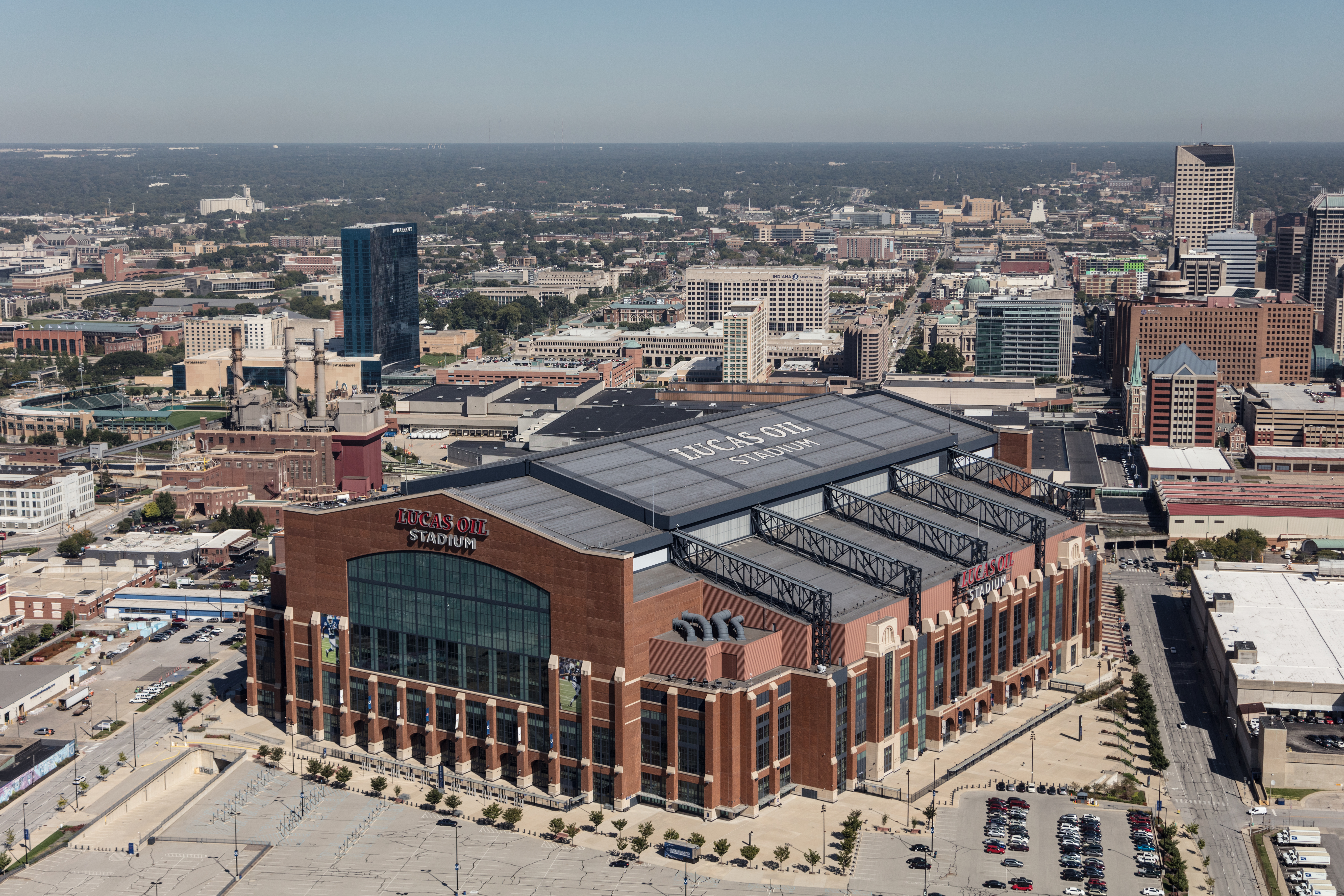
Vue extérieure.
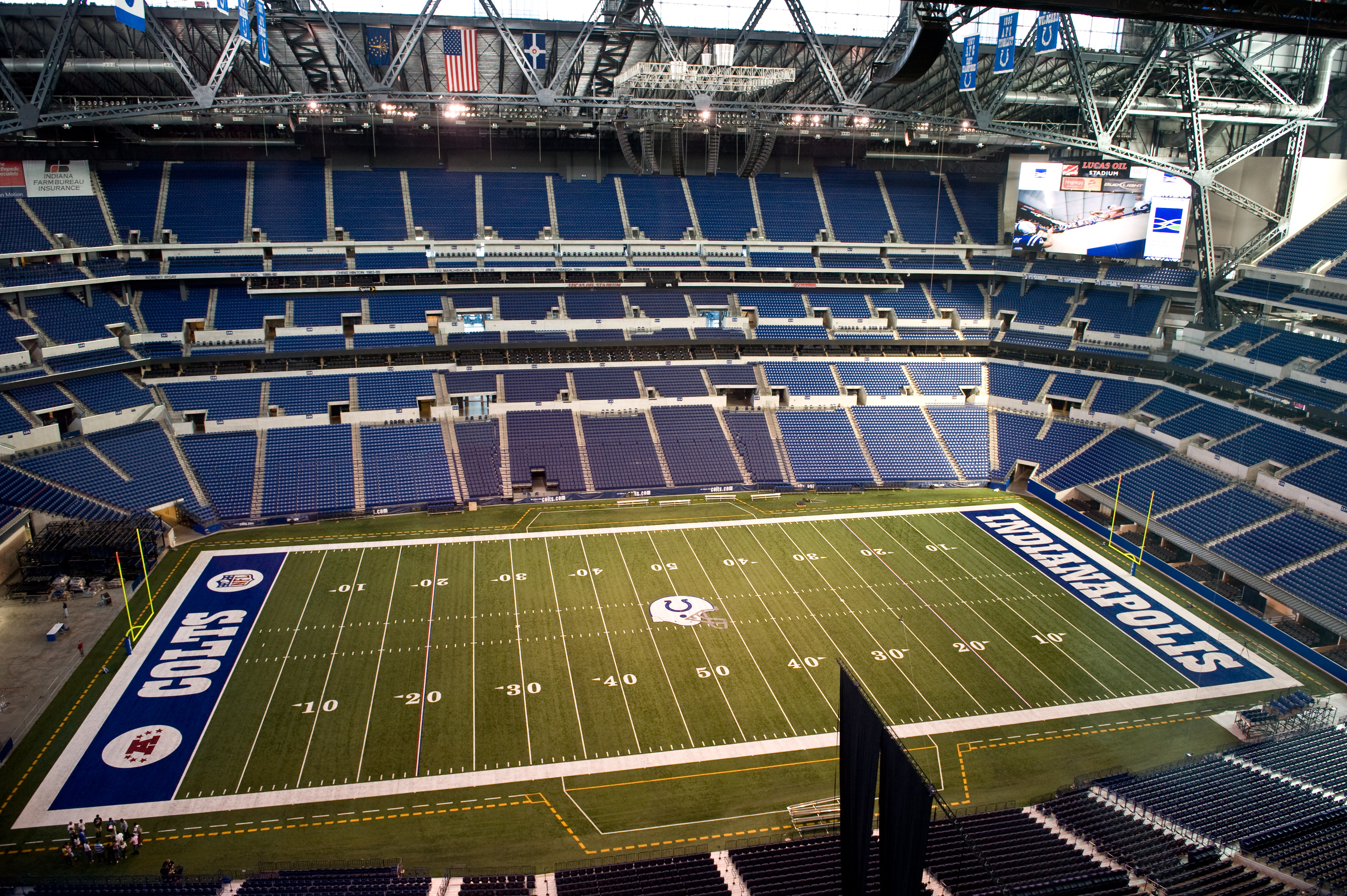
Vue intérieur.

## Tableau final du CFP
|  | Demi-finales                          | Demi-finales                          |                              |    | Finale                                                   | Finale                                                   |
|  | Demi-finales                          | Demi-finales                          |                              |    | Finale                                                   | Finale                                                   |
|  |                                       |                                       |                              |    |                                                          |                                                          |
|  | Cotton Bowl Classic, 31 décembre 2021 | Cotton Bowl Classic, 31 décembre 2021 |                              |    | College Football Championship Game 2022, 10 janvier 2022 | College Football Championship Game 2022, 10 janvier 2022 |
|  | Cotton Bowl Classic, 31 décembre 2021 | Cotton Bowl Classic, 31 décembre 2021 |                              |    | College Football Championship Game 2022, 10 janvier 2022 | College Football Championship Game 2022, 10 janvier 2022 |
|  | #1 Crimson Tide de l'Alabama          | 27                                    |                              |    | College Football Championship Game 2022, 10 janvier 2022 | College Football Championship Game 2022, 10 janvier 2022 |
|  | #1 Crimson Tide de l'Alabama          | 27                                    |                              |    | College Football Championship Game 2022, 10 janvier 2022 | College Football Championship Game 2022, 10 janvier 2022 |
|  | #4 Bearcats de Cincinnati             | 06                                    |                              |    | College Football Championship Game 2022, 10 janvier 2022 | College Football Championship Game 2022, 10 janvier 2022 |
|  | #4 Bearcats de Cincinnati             | 06                                    | #1 Crimson Tide de l'Alabama | 18 |                                                          |                                                          |
|  | Orange Bowl, 31 décembre 2021         |                                       | #1 Crimson Tide de l'Alabama | 18 |                                                          |                                                          |
|  |                                       | #3 Bulldogs de la Géorgie             | 33                           |    |                                                          |                                                          |
|  | #2 Wolverines du Michigan             | #3 Bulldogs de la Géorgie             | 33                           | 11 |                                                          |                                                          |
|  | #2 Wolverines du Michigan             |                                       |                              | 11 |                                                          |                                                          |
|  | #3 Bulldogs de la Géorgie             | 34                                    |                              |    |                                                          |                                                          |
|  | #3 Bulldogs de la Géorgie             | 34                                    |                              |    |                                                          |                                                          |

## Présentation du match
L'hymne national est interprété par Natalie Grant.
Les deux équipes se sont déjà rencontrées à l'occasion de la finale de conférence SEC 2021 ainsi que lors de la finale nationale de la saison 2017.
Georgia a perdu ces deux rencontres ce qui donne un air de revanche à la présente finale.
Les deux équipes, issues de la même conférence, possèdent une rivalité (en) historique puisqu'elles se sont déjà rencontrées à 71 reprises. Alabama mène la série avec 42 victoires contre 25 pour Georgia et 4 nuls. Plus récemment, ces équipes se rencontrées à 4 reprises ces 5 dernières années et à 7 reprises depuis 2008. Alabama a remporté ces 7 derniers matchs.
| Équipes                                                                                            | Rosters | Conférences | Entraîneurs             | Stats. avant bowl | Classements avant le bowl | Classements avant le bowl | Classements avant le bowl |
| -------------------------------------------------------------------------------------------------- | ------- | ----------- | ----------------------- | ----------------- | ------------------------- | ------------------------- | ------------------------- |
| Équipes                                                                                            | Rosters | Conférences | Entraîneurs             | Stats. avant bowl | CFP                       | AP                        | Coaches                   |
| Crimson Tide de l'Alabama                                                                          | Lien    | SEC         | Nick Saban (15e saison) | 13 - 1            | no 1                      | no 1                      | no 1                      |
| Bulldogs de la Géorgie                                                                             | Lien    | SEC         | Kirby Smart (6e saison) | 13 - 1            | no 3                      | no 3                      | no 3                      |
| - Arbitre : Duane Heydt (ACC) ; - Équipe donnée favorite par les bookmakers : Georgia par 2 points |         |             |                         |                   |                           |                           |                           |

### Crimson Tide de l'Alabama
Alabama affiche un bilan en saison régulière de 11 victoires pour 1 défaite (7-1 en matchs de conférence).
Le Crimson remporte ensuite la finale de conférence SEC en battant 41 à 24 les Bulldogs de la Géorgie classés à l'époque n°1 du pays.
Classés no 1 du pays par le Comité du College Football Playoff, ils remportent la demi finale jouée lors du Cotton Bowl Classic 2021 en battant, 27 à 6, les Bearcats de Cincinnati classés n°4.
Alabama a inscrit une moyenne de 41,4 points par match (3e équipe du pays) et a concédé une moyenne de 19,2 points par match (13e équipe du pays).
Alabama est le tenant du titre. Il a participé à 6 reprises au College Football Playoff et l'a remporté en 2015, 2017 et 2020.
| N°                                      | Adversaire            | Score   | Bilan |
| --------------------------------------- | --------------------- | ------- | ----- |
| 1                                       | #14 Miami (FL)        | 44 - 13 | 1-0   |
| 2                                       | Mercer (FCS)          | 48 - 14 | 2-0   |
| 3                                       | #11 Florida           | 31 - 29 | 3-0   |
| 4                                       | Southern Miss         | 63 - 14 | 4-0   |
| 5                                       | #12 Ole Miss          | 42 - 21 | 5-0   |
| 6                                       | @ Texas A&M           | 38 - 41 | 5-1   |
| 7                                       | @ Mississippi State   | 49 - 09 | 6-1   |
| 8                                       | Tennessee             | 52 - 24 | 7-1   |
| 9                                       | LSU                   | 20 - 14 | 8-1   |
| 10                                      | New Mexico State      | 59 - 03 | 9-1   |
| 11                                      | #21 Arkansas          | 42 - 35 | 10-1  |
| 12                                      | Auburn                | 24ET22  | 11-1  |
| Finale de conférence SEC                |                       |         |       |
| 13                                      | #1 Georgia            | 41 - 24 | 12-1  |
| Cotton Bowl Classic 2021 (½ finale CFP) |                       |         |       |
| 14                                      | #4 Cincinnati 27 - 06 | 13-1    |       |

| Saisons | Matchs                 | Dates            | Vainqueurs      | Scores  | Finalistes          | Bilan     |
| ------- | ---------------------- | ---------------- | --------------- | ------- | ------------------- | --------- |
| 2020    | Finale CFP             | 11 janvier 2021  | no 1 Alabama    | 52 - 24 | no 3 Ohio State     | V : 8 - 3 |
| 2020    | ½ finale (Rose Bowl)   | 1er janvier 2021 | no 1 Alabama    | 31 - 14 | no 4 Notre Dame     | V : 7 - 3 |
| 2018    | Finale CFP             | 7 janvier 2019   | no 2 Clemson    | 44 - 16 | no 1 Alabama        | D : 6 - 3 |
| 2018    | ½ finale (Orange Bowl) | 29 décembre 2018 | no 1 Alabama    | 45 - 34 | no 4 Oklahoma       | V : 6 - 2 |
| 2017    | Finale CFP             | 8 janvier 2018   | no 4 Alabama    | 26 - 20 | no 3 Georgia        | V : 5 - 2 |
| 2017    | ½ finale (Sugar Bowl)  | 1er janvier 2018 | no 4 Alabama    | 24 - 06 | no 1 Clemson        | V : 4 - 2 |
| 2016    | Finale CFP             | 9 janvier 2017   | no 2 Clemson    | 35 - 31 | no 1 Alabama        | D : 3 - 2 |
| 2016    | ½ finale (Fiesta Bowl) | 31 décembre 2016 | no 1 Alabama    | 24 - 07 | no 4 Washington     | V : 3 - 1 |
| 2015    | Finale CFP             | 11 janvier 2016  | no 2 Alabama    | 45 - 40 | no 1 Clemson        | V : 2 - 1 |
| 2015    | ½ finale (Cotton Bowl) | 31 décembre 2015 | no 2 Alabama    | 38 - 0  | no 3 Michigan State | V : 1 - 1 |
| 2014    | ½ finale (Sugar Bowl)  | 1er janvier 2015 | no 4 Ohio State | 42 - 35 | no 1 Alabama        | D : 0 - 1 |

| Logo     | Postes             | Joueurs                                            | Statistiques                                                      |
| -------- | ------------------ | -------------------------------------------------- | ----------------------------------------------------------------- |
|          | Quarterback        | Bryce Young                                        | 331/490 passes réussies pour 4 503 yards, 46 TDs, 5 interceptions |
| Coureur  | Brian Robinson Jr. | 249 courses pour 1 275 yards nets gagnés et 14 TDs |                                                                   |
| Receveur | Jameson Williams   | 75 réceptions pour 1 509 yards et 15 TDs           |                                                                   |

### Bulldogs de la Géorgie
Georgia affiche un bilan en saison régulière de 11 victoires pour 1 défaite (8-0 en matchs de conférence).
Ils perdent ensuite la finale de conférence SEC, battus 24 à 41 par le  Crimson Tide de l'Alabama alors désignés N°3 du pays.
Désignés no 3 du pays par le Comité du College Football Playoff, Georgia remportent la demi finale jouée lors de l'Orange Bowl 2021 en battant 34 à 11 les Wolverines du Michigan classés n°2 du pays.
Georgia a inscrit une moyenne de 39 points par match (9e équipe du pays) et a concédé une moyenne de 9,6 points par match (meilleure défense du pays avec 8 matchs à moins de 8 points accordés dont 3 blanchissages).
C'est la deuxième participation de Georgia au College Football Playoff.
| N°                              | Adversaire                | Score   | Bilan |
| ------------------------------- | ------------------------- | ------- | ----- |
| 1                               | #3 Clemson                | 10 - 03 | 1-0   |
| 2                               | UAB                       | 56 - 07 | 2-0   |
| 3                               | South Carolina            | 40 - 13 | 3-0   |
| 4                               | @ Vanderbilt              | 62 - 0  | 4-0   |
| 5                               | #8 Arkansas               | 37 - 0  | 5-0   |
| 6                               | #18 Auburn                | 34 - 10 | 6-0   |
| 7                               | #11 Kentucky              | 30 - 13 | 7-0   |
| 8                               | Florida                   | 34 - 07 | 8-0   |
| 9                               | Missouri                  | 43 - 06 | 9-0   |
| 10                              | @ Tennessee               | 41 - 17 | 10-0  |
| 11                              | Charleston Southern (FCS) | 56 - 07 | 11-0  |
| 12                              | Georgia Tech              | 45 - 0  | 12-0  |
| Finale de conférence SEC        |                           |         |       |
| 13                              | #3 Alabama                | 24 - 41 | 12-1  |
| Orange Bowl 2021 (½ finale CFP) |                           |         |       |
| 14                              | #2 Michigan               | 34 - 11 | 13-1  |

C'est la deuxième participation de Georgia au College Football Playoff :
| Saison | Matchs               | Dates            | Vainqueurs   | Scores  | Finalistes    | Bilan     |
| ------ | -------------------- | ---------------- | ------------ | ------- | ------------- | --------- |
| 2017   | Finale CFP           | 8 janvier 2017   | no 1 Alabama | 26 - 23 | no 3 Georgia  | D : 1 - 1 |
| 2017   | ½ finale (Rose Bowl) | 1er janvier 2018 | no 3 Georgia | 54 - 48 | no 2 Oklahoma | V : 1 - 1 |

| Logo     | Postes       | Joueurs                                          | Statistiques                                                      |
| -------- | ------------ | ------------------------------------------------ | ----------------------------------------------------------------- |
|          | Quarterback  | Stetson Bennett                                  | 168/261 passes réussies pour 2 683 yards, 27 TDs, 7 interceptions |
| Coureur  | Zamir White  | 147 courses pour 772 yards nets gagnés et 10 TDs |                                                                   |
| Receveur | Brock Bowers | 52 réceptions pour 846 yards et 12 TDs           |                                                                   |

### Les titulaires
| Crimson Tide de l'Alabama | Position | Bulldogs de la Géorgie |
| ------------------------- | -------- | ---------------------- |
| Bryce Young               | QB       | Stetson Bennett (en)   |
| Brian Robinson            | RB       | White Zamir            |
| Jameson Williams          | WR       | James Cook             |
| Slade Bolden              | WR       | Jermaine Burton        |
| Brooks Ja'Corey           | WR       | Ladd McConkey          |
| Cameron Latu              | TE       | Brock Bowers           |
| Ekiyor Emil Jr.           | OL       | Ericson Warren         |
| McLaughlin Seth           | OL       | Shaffer Justin         |
| Cohen Javion              | OL       | Van Pran Sedrick       |
| Neal Evan                 | OL       | McClendon Warren       |
| Owens Chris               | OL       | Salyer Jamaree         |

| Crimson Tide de l'Alabama | Position | Bulldogs de la Géorgie |
| ------------------------- | -------- | ---------------------- |
| Young Byron               | DL       | Jordan Davis           |
| Mathis Phidarian          | DL       | Travon Walker          |
| Dale D.J.                 | DL       | Devonte Wyatt          |
| Harris Christian          | LB       | Smith Nolan            |
| To’oto’o Henry            | LB       | Nakobe Dean            |
| Anderson Will Jr.         | LB       | Walker Quay            |
| McKinstry Kool-Aid        | DB       | Smith Christopher      |
| Hellams DeMarco           | DB       | Ringo Keele            |
| Jackson Khyree            | DB       | Cine Lewis             |
| Battle Jordan             | DB       | Pool William           |
| Branch Brian              | CB       | Kendrick Derion        |

### Les deux entraîneurs

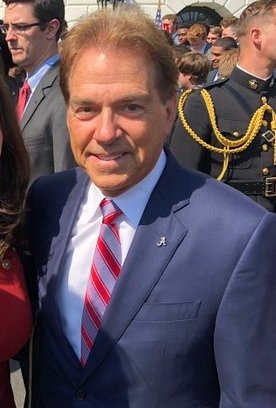
Nick Saban d'Alabama.
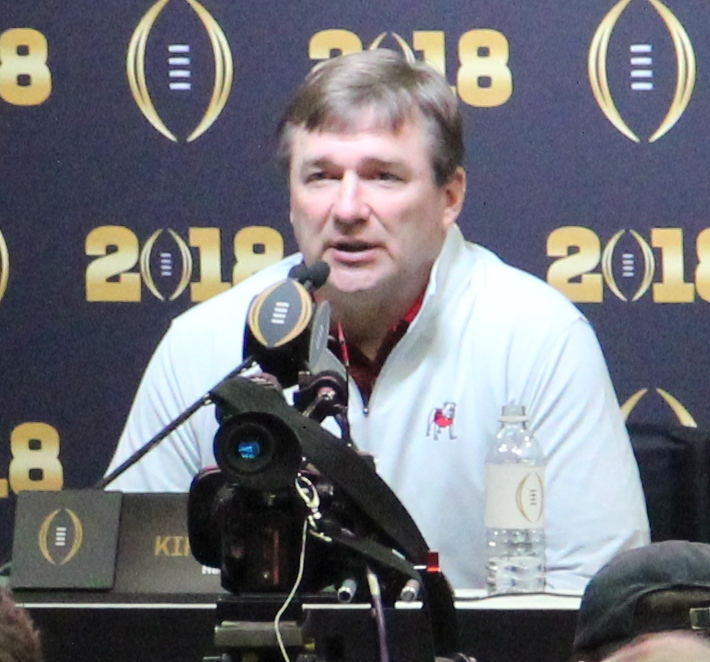
Kirby Smart de Georgia.

## Résumé du match
Début du match à 20h16 locales (02h16 en France), fin à 23h57 locales pour une durée totale de jeu de 3 h 41 min.
Joué dans un stade fermé (en indoors).
| QT            | Temps         | Drive         | Drive         | Drive         | Équipe        | Description de l'action                                                                                         | Score | Score |
| ------------- | ------------- | ------------- | ------------- | ------------- | ------------- | --- | ----- | ----- |
| QT            | Temps         | Jeux          | Yards         | TDP           | Équipe        | Description de l'action                                                                                         | ALA   | UGA   |
| 1             | 09:55         | 14            | 56            | 05:05         | ALA           | FG de 37 yards par le K Will Reichard                                                                           | 3     | 0     |
|               |               |               |               |               |               | |       |       |
| 2             | 12:35         | 11            | 87            | 05:51         | UGA           | FG de 24 yards par le K Jack Podlesny                                                                           | 3     | 3     |
| 2             | 11:12         | 5             | 48            | 01:23         | ALA           | FG de 45 yards par le K Will Reichard                                                                           | 6     | 3     |
| 2             | 07:07         | 6             | 55            | 02:29         | ALA           | FG de 37 yards par le K Will Reichard                                                                           | 9     | 3     |
| 2             | 03:09         | 9             | 35            | 03:58         | UGA           | FG de 49 yards par le K Jack Podlesny                                                                           | 9     | 6     |
|               |               |               |               |               |               | |       |       |
| 3             | 01:20         | 4             | 80            | 01:58         | UGA           | TD à la suite d'une course de 1 yard par le RB White Zamir (+1 pt de conversion par le K Jack Podlesny)         | 9     | 13    |
|               |               |               |               |               |               | |       |       |
| 4             | 12:59         | 10            | 72            | 03:21         | ALA           | FG de 21 yards par le K Will Reichard                                                                           | 12    | 13    |
| 4             | 10:14         | 4             | 16            | 01:21         | ALA           | TD de 3 yards par le TE Latu Cameron (passe du QB Bryce Young, la tentative de conversion à 2 pts échoue)       | 18    | 13    |
| 4             | 08:09         | 4             | 75            | 02:05         | UGA           | TD de 40 yards par le WR Adonai Mitchell (passe du QB Stetson Bennet, la tentative de conversion à 2 pt échoue) | 18    | 19    |
| 4             | 03:33         | 7             | 62            | 03:37         | UGA           | TD de 12 yards par le TE Brock Bowers (passe du QB Stetson Bennet + 1 pt de conversion par le K Jack Podlesny)  | 18    | 26    |
| 4             | 00:54         | -             | -             | -             | UGA           | Interception retournée sur 79 yards par le DB Kelee Ringo (+ 1 pt de conversion par le K Jack Podlesny)         | 18    | 33    |
| Score final : | Score final : | Score final : | Score final : | Score final : | Score final : | Score final :                                                                                                   | 18    | 33    |

## Statistiques
| Systèmes | Noms            | Postes | Équipe  |
| -------- | --------------- | ------ | ------- |
| Attaque  | Stetson Bennett | QB     | Georgia |
| Défense  | Lewis Cine      | S      | Georgia |

| Statistiques                           | Crinson Tide de l'Alabama                              | Bulldogs de la Géorgie                                  |
| -------------------------------------- | ------------------------------------------------------ | ------------------------------------------------------- |
| 1er down                               | 22                                                     | 20                                                      |
| 1er down à la course                   | 5                                                      | 7                                                       |
| 1er down à la passe                    | 15                                                     | 10                                                      |
| 1er down après pénalité                | 2                                                      | 3                                                       |
| Conversion de 3e down                  | 9/20                                                   | 4/12                                                    |
| Conversion de 4e down                  | 0/1                                                    | 0/0                                                     |
| Jeux–yards                             | 85 jeux pour 399 yards                                 | 56 jeux pour 364 yards                                  |
| Yards à la course                      | 30 courses pour 28 yards (moyenne de 1,1 yards/course) | 30 courses pour 140 yards (moyenne de 4,7 yards/course) |
| Yards à la passe                       | 369                                                    | 224                                                     |
| Passes : Réussies-Tentées-Interceptées | 35/57 passes complétées, 2 passes interceptées         | 17/26 passes complétées, o passe interceptée            |
| Réussite en zone rouge/chances         | 4/4                                                    | 3/3                                                     |
| TD                                     | 1 (à la passe)                                         | 4 (2 à la passe, 1 à la course, 1 par la défense)       |
| Field Goals                            | 4/5                                                    | 2/2                                                     |
| Sacks (Nombre-Yards)                   | 4 réussis pour 37 yards adverses perdus                | 3 réussis pour 31 yards adverses perdus                 |
| Fumbles (Nombre/Perdus)                | 1/0                                                    | 2/1                                                     |
| Pénalités (Nombre/Yards perdus)        | 7 pour 44 yards perdus                                 | 10 pour 70 yards perdus                                 |
| Temps de possession                    | 31:31                                                  | 28:29                                                   |

| Crinson Tide de l'Alabama |                    | |
| Quarterback               | Bryce Young        | 35/57 passes complétées, 369 yards, 1 interception, 2 TDs, 4 sacks subis, évaluation QB de 114,6                      |
| Meilleurs coureurs        | Brian Robinson     | 22 courses pour 68 yards nets gagnés, 0 TD, moyenne de 3,1 yds/course                                                 |
| Meilleurs coureurs        | Trey Sanders       | 2 courses pour 5 yards nets gagnés, 0 TD, moyenne de 2,5 yds/course                                                   |
| Meilleurs coureurs        | Bryce Young        | 4 courses pour −43 yards nets gagnés, 0 TD, moyenne de - 10,7 yds/course                                              |
| Meilleurs receveurs       | Cameron Latu       | 5 réceptions pour 102 yards gagnés, 1 TD                                                                              |
| Meilleurs receveurs       | Jameson Williams   | 4 réceptions pour 65 yards gagnés, 0 TD                                                                               |
| Meilleurs receveurs       | Agiye Hall         | 2 réceptions pour 52 yards gagnés, 0 TD                                                                               |
| Meilleurs receveurs       | Ja'Corey Brooks    | 6 réceptions pour 47 yards gagnés, 0 TD                                                                               |
| Meilleurs receveurs       | Slade Bolden       | 7 réceptions pour 44 yards gagnés, 0 TD                                                                               |
| Meilleurs receveurs       | Brian Robinson     | 4 réceptions pour 28 yards gagnés, 0 TD                                                                               |
| Meilleurs receveurs       | Traeshon Holden    | 6 réceptions pour 28 yards gagnés, 0 TD                                                                               |
| Meilleurs receveurs       | Trey Sanders       | 1 réceptions pour 3 yards gagnés, 0 TD                                                                                |
| Meilleur défenseur        | Hellams DeMarco    | 7 tacles dont 4 en solo, 1 tacle pour perte adverse de 1 yard                                                         |
| Meilleur défenseur        | Harris Christian   | 6 tacles dont 4 en solo, 6 tacles pour perte adverse de 28 yards, 2 sacks (perte adverse de 25 yards), 1 fumble forcé |
| Meilleur défenseur        | To'oTo'o Henry     | 6 tacles dont 4 en solo                                                                                               |
| Meilleur défenseur        | Turner Dallas      | 4 tacles dont 2 en solo, 2 tacle pour perte adverse de 12 yards, 2 sacks (perte adverse de 12 yards)                  |
| Bulldogs de la Géorgie    |                    | |
| Quarterback               | Stetson Bennett    | 17/26 passes complétées, 224 yards, 2 interceptions, 0 TD, 5 sacks subis, évaluation QB de 163,1                      |
| Meilleurs coureurs        | Zamir White        | 13 courses pour 84 yards nets gagnés, 1 TD, moyenne de 6,5 yds/course                                                 |
| Meilleurs coureurs        | James Cook         | 6 courses pour 77 yards, 0 TD, moyenne de 12,8 yds/course                                                             |
| Meilleurs coureurs        | Kenny McIntosh     | 2 courses pour 6 yards, 0, moyenne de 3 yds/course                                                                    |
| Meilleurs coureurs        | Ladd McConkey      | 1 course pour −3 yards, 0 TD, moyenne de -3 yds/course                                                                |
| Meilleurs coureurs        | Stetson Bennett    | 8 courses pour −24 yards, 0 TD (moyenne de -3 yds/course                                                              |
| Meilleurs receveurs       | George Pickens     | 1 réception pour 52 yards, 0 TD                                                                                       |
| Meilleurs receveurs       | Adonai Mitchell    | 2 réception pour 50 yards, 1 TD                                                                                       |
| Meilleurs receveurs       | Brock Bowers       | 4 réception pour 36 yards, 1 TD                                                                                       |
| Meilleurs receveurs       | Jermaine Burton    | 2 réception pour 28 yards, 0 TD                                                                                       |
| Meilleurs receveurs       | Kenny McIntosh     | 3 réception pour 23 yards, 0 TD                                                                                       |
| Meilleurs receveurs       | James Cook         | 2 réception pour 15 yards, 0 TD                                                                                       |
| Meilleurs receveurs       | Darnell Washington | 1 réception pour 9 yards, 0 TD                                                                                        |
| Meilleurs receveurs       | Kearis Jackson     | 1 réception pour 8 yards, 0 TD                                                                                        |
| Meilleurs receveurs       | Ladd McConkey      | 1 réception pour 3 yards, 0 TD                                                                                        |
| Meilleurs défenseurs      | Quay Walker        | 8 tacles dont 7 en solo, 1 tacle pour perte de 2 yards                                                                |
| Meilleurs défenseurs      | Channing Tendall   | 8 tacles dont 5 en solo, 1½ tacle pour perte adverse de 14 yards, 1 sack (perte adverse de 13 yards                   |
| Meilleurs défenseurs      | Smith Nolan        | 7 tacles dnt 5 en solo, 2 tacles pour perte adverse de 13 yards, 1 sack (perte adverse de 12 yards)                   |
| Meilleurs défenseurs      | Cine Lewis         | 7 tacles dont 6 en solo, 1 tacle pour perte adverse de 1 yard                                                         |
| Meilleurs défenseurs      | Smith Christopher  | 7 tacles dont 5 en solo, 1 interception, 1 passe déviée                                                               |
| Meilleurs défenseurs      | Ringo Keele        | 6 tacles en solo, 1 interception retournée sur 79 yards en TD, 1 passe déviée                                         |

## Conséquences
Georgia Georgia remporte son premier titre national depuis 41 ans et la saison 1980. Ils terminent la saison avec un bilan de 14 victoires pour une défaite tandis qu'Alabama termine avec 13 victoires pour 2 défaites. C'est la première fois qu'une équipe de Georgia enregistre 14 victoires sur une saison. Le quarterback de Georgia, Stetson Bennett, 1er quarterback walk-on (en) (étudiant n'ayant pas obtenu de bourse universitaire sportive) à battre une équipe entrainée par Nick Saban depuis la saison 1997, est désigné meilleur joueur offensif du match tandis que son coéquipier le safety Lewis Cine (en) est désigné meilleur joueur défensif du match. Ce titre de champion national est le 1er décroché par l'entraineur principal Kirby Smart et sa première victoire contre l'entraîneur principal d'Alabama Nick Saban dont il avait été l'assistant. Cette victoire est également, pour Georgia, la première contre Alabama depuis la saison 2007, la première saison de Saban à Alabama.
Juste après le match, Saban a déclaré à Smart, « you guys kicked our ass in the fourth quarter » (Vous nous avez botté les fesses dans le 4e quart temps), faisant référence aux trois touchdowns consécutifs inscrits sans réaction d'Alabama et leur ayant permis de passer d'un déficit de 5 points à une avance de 15 points. En retour, Smart s'est inquiété de la santé du wide receiver Jameson Williams (en) lequel avait du quitter le terrain sur blessure lors du deuxième quart temps. Saban l'a informé que Williams avait probablement le ligament croisé antérieur déchiré.
Ce match était le dernier pour le coordinateur défensif Dan Lanning (en) avant qu'il ne devienne entraineur principal des Ducks de l'Oregon. Bien qu'ayant signé pour ce poste le 11 décembre 2021, il s'était engagé à rester jusqu'au terme de la saison avec Georgia. Coïncidence, son premier match de championnat 2022 avec les Ducks lors est programmé contre Georgia.
L'assistance était de 68 311 spectateurs ce qui constitue la 7e meilleur assistance des bowls de la saison 2021 après les deux demi-finales du CFP, le Gasparilla Bowl, le Music City Bowl, le Birmingham Bowl et le Rose Bowl.